# Hannafordia bissillii
Hannafordia bissillii är en malvaväxtart. Hannafordia bissillii ingår i släktet Hannafordia och familjen malvaväxter.

## Underarter
Arten delas in i följande underarter:
- H. b. bissillii
- H. b. latifolia